# Langue de l'océan

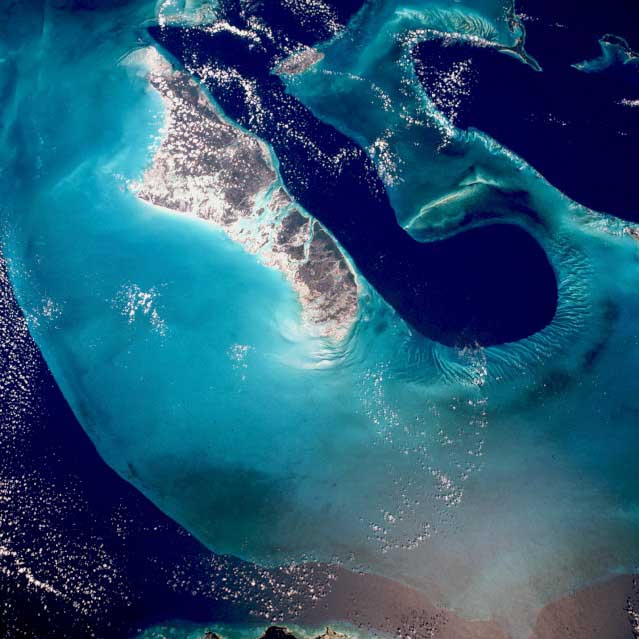
Sur cette photographie de la NASA, la langue de l'océan est visible le long de la côte est de l'île d'Andros.

La Langue de l'océan, ou TOTO (de l'anglais : Tongue of the Ocean), est le nom d'une zone océanique profonde, séparant les îles d'Andros et de New Providence aux Bahamas.

## Caractéristiques
La Langue de l'océan est une dépression à fond relativement plat, présentant une forme de U, d'environ 240 km de long et 30 km de large. Sa profondeur augmente graduellement, allant de 1 100 m au sud à 2 000 m au nord.
Seule son extrémité nord est en contact avec l'océan. À l'exception de cette ouverture océanique, la Langue est entourée de nombreuses îles, récifs et zone de hauts-fonds qui l'isolent des perturbations océaniques.
Ce canal est l'une des gorges principales du Grand Canyon des Bahamas, une formation géologique submergée et formée par l'érosion pendant les périodes de baisse du niveau de la mer. D'abord peu profondes et larges, entourées de bancs carbonatés, les gorges du canyon ont gagné en profondeur à mesure de l'accumulation de sédiments sur leurs bords avec l'affaissement de la plate-forme de Blake Bahama.